# 一宮市立尾西第一中学校
一宮市立尾西第一中学校（いちのみやしりつびさいだいいちちゅうがっこう）は、愛知県一宮市三条にある公立中学校。2005年（平成17年）3月31日までの合併前の校名は「尾西市立第一中学校」。通称「尾西一中」、「一中」、「尾一」など。

## 概要
一宮市の西部に位置している中学校であり、旧尾西市の区域のうち旧起町に位置する。全校生徒は2021年（令和3年）4月時点で873名が在籍しており、各学年7学級又は8学級から構成されている。三条小学校、起小学校、大徳小学校の各校区の生徒が通学する。

## 沿革
- 1947年（昭和22年）4月1日 - 中島郡起町に起町立起中学校として開校。校舎未完成のため、起町立起小学校、起町立起家政女学校を仮校舎とする。
- 1949年（昭和24年）6月1日 - 現在地に校舎が完成する。
- 1955年（昭和30年）
  - 1月1日 - 朝日村と起町が合併し、尾西市が発足。同時に尾西市立第一中学校に改称する。
  - 4月1日 - 今伊勢町開明地区の尾西市編入に伴い、開明分校を設置。
- 1956年（昭和31年）5月29日 - 開明分校が尾西市立第三中学校として独立する。
- 1976年（昭和51年）11月28日 - 新校舎（鉄筋コンクリート造）が完成する。
- 1982年（昭和57年）7月9日 - 校舎を増築する。
- 1984年（昭和59年）7月16日 - 特別教室が完成する。
- 1986年（昭和51年）8月25日 - 管理棟が完成する。
- 1988年（昭和63年）9月26日 - 体育館、柔剣道場が完成する。
- 2005年（平成17年）4月1日 - 尾西市が一宮市に編入される。同時に一宮市立尾西第一中学校に改称する。